# Utricularia blanchetii
Utricularia blanchetii — вид рослин із родини пухирникових (Lentibulariaceae).

## Біоморфологічна характеристика

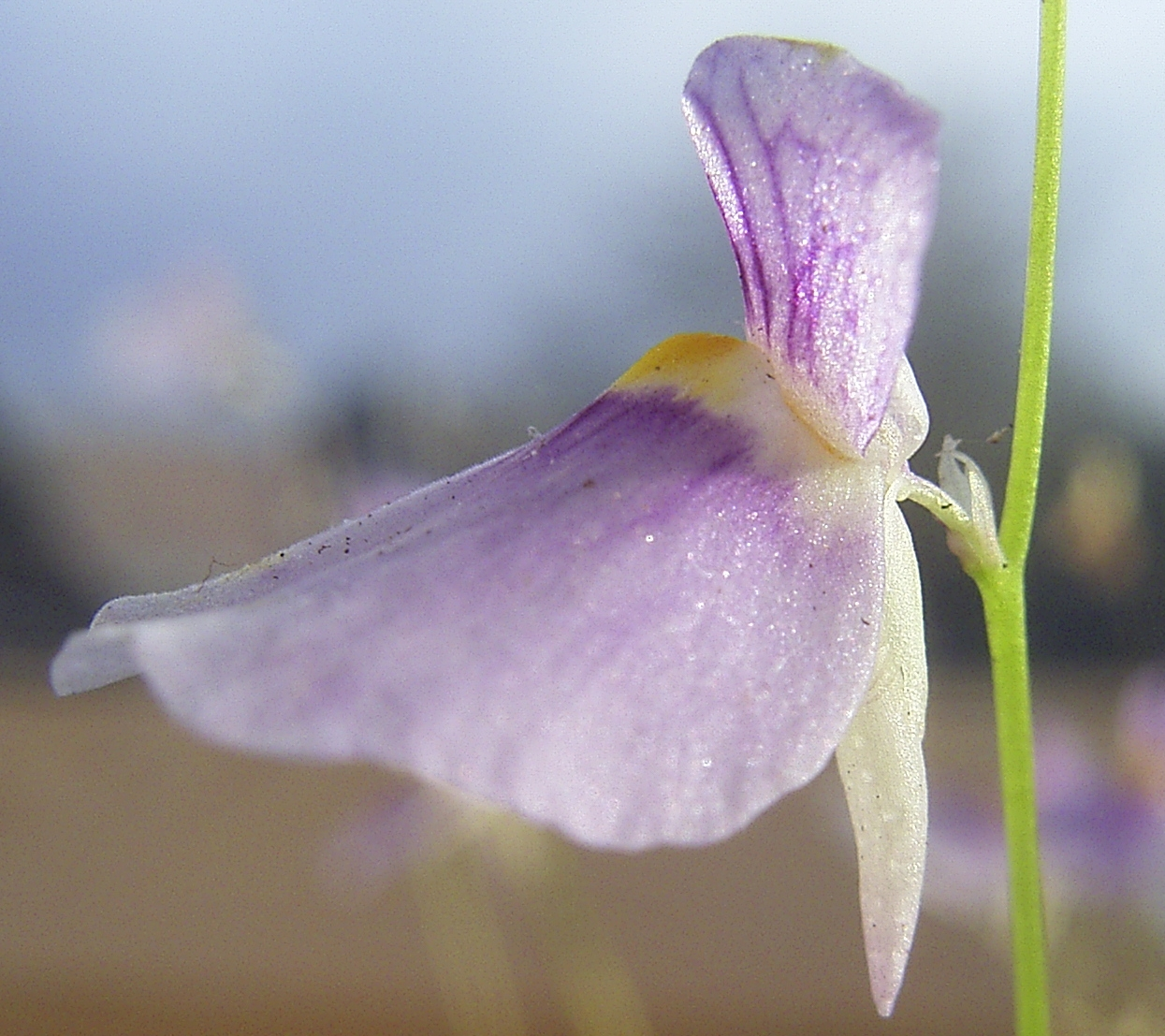

Це трав'яниста рослина, однорічна чи багаторічна. Численні розгалужені столони у довжину до 10 мм і товщину від 0.1 до 0.15 мм з численними яйцеподібними, приблизно 0.25 мм завдовжки пасткою. Зі столонів виростають листки. Темно-зелена листова пластинка дуже вузька лінійна з довжиною до 8 міліметрів і шириною від 0.1 до 0.25 міліметра. Період цвітіння: лютий — серпень. Стебло прямовисного суцвіття у довжину від 6 до 15 сантиметрів вузьке, тонке, циліндричне, голе. Близько землі є кілька крихітних лускоподібних листків, які мають яйцеподібну або дельтоподібну форму. Від однієї до шести квіток нещільно стоять у китиці. Квітки двостатеві, п'ятикратні з подвійною оцвітиною завдовжки від 10 до 15 міліметрів і до 9 міліметрів ушир. Віночок від блідо-блакитного до бузкового кольору з біло-жовтою плямою. Коробочка кругла з діаметром ≈ 2 мм. Насіння яйцеподібне, у довжину ≈ 0.2 мм.

## Середовище проживання
Цей вид є ендеміком штату Баія в Бразилії.
Населяє вологий пісок серед скель, а також по берегах струмків; на висотах від 850 до 1750 метрів.

## Використання
Вид культивується невеликою кількістю ентузіастів роду. Торгівля незначна.